# خدمة (اقتصاد)
الخِدْمَةُ (الجمع: خِدْمَات، بكسر الخاء وتسكين الدال) هي في الاقتصاد والتسويق النظير غير المادي للسلعة. وتوفير الخدمة يعرّف كنشاط اقتصادي لا يؤدّي إلى الملكية، وهذا هو ما يميّزها عن توفير السلع المادية. ويعرف بأنّه العملية التي تحقق الارباح إمّا عن طريق إحداث تغيير في المستهلك نفسه، أو تغيير في ممتلكاته المادية، أو تغيير في أصوله غير الملموسة.
واصبحت الكثير من الخدمات تقدم حاليا عن طريق المواقع الإلكترونية، فيوجد الآن الكثير من المواقع التي تقدم الكثير في الخدمات في شتى المجالات، وهذا بالتأكيد يؤدى إلى المزيد من الراحة والرفاهية لجميع البشر، والخدمة قد تكون مدفوعة وقد تكون مجانية، حيث يقدم الكثير من الخدمات المجانية للمستخدمين في شتى المجالات.
تُعرَّف الخدمة في اللغة العربية على أنّها تقديم المساعدة أو المنحة، أو توفير عنايةٍ لجهةٍ مُحدّدة، أو لعموم الناس، ويعني مفهوم الخدمة اصطلاحاً: قيام الإنسان بنشاطٍ ما، لصالح غيره من الأفراد أو الجمهور، ويختلف تعريف الخدمة بحسب نوعها، فالخدمة التي تعني وظيفة تدبير المنزل، تختلف عن تلك التي تُقدمها الدولة للمواطنين في المجالات المختلفة، وعن الواجب الذي يتحمله الجنديّ تجاه حماية وطنه على الحدود، وفي أماكن اشتعال الحروب.

## وصف الخدمات
يمكن وصف الخدمات من خلال ناحيتين رئيسيتين:

### الخدمات غير الملموسة
هي الخدمات التي لا يجري تصنيعها، أو نقلها، أو تخزينها للاستخدام المستقبلي، وتُنتَج وتُستهلك فوريًا، لكنها قابلة للتلف من ناحيتين:
- الموارد، والعمليات، والأنظمة المتعلقة بالخدمة تُخصّص لتقديم الخدمة خلال فترة زمنية محددة. إذا لم يطلب المستهلك الخدمة ويستهلكها خلال هذه الفترة؛ تُصبح الموارد ذات الصلة بالخدمة غير مستخدمة. ومن وجهة نظر مزود الخدمة، فهذه خسارة إذا لم يتوفر استخدام آخر لتلك الموارد. مثال: يخدم مصفف الشعر عميلًا آخر، لكن لا يمكن شغل مقعد فارغ على متن طائرة بعد الإقلاع.
- عندما تُقدَّم الخدمة بالكامل للمستهلك، تختفي هذه الخدمة المحددة بشكل لا رجعة فيه. مثال: نقل مسافر إلى وجهته.

يجب على مزود الخدمة تقديم الخدمة في وقت استهلاك الخدمة. هذا النوع من الخدمات غير مادي، وغير مستقل عن مزود الخدمة. مستهلك الخدمة أيضًا ملازم لمزود الخدمة. أمثلة: يجب على مستهلك الخدمة الجلوس على كرسي مصفف الشعر، أو في مقعد الطائرة، في المقابل؛ يجب أن يكون مصفف الشعر في المتجر والطيار في الطائرة لتقديم الخدمة.

### عدم الاتساق (التباين)
كل خدمة فريدة من نوعها ولا يمكن أبدًا تكرارها تمامًا نظرًا لأن الوقت، والموقع، والظروف، والشروط، والترتيبات وقتها، والموارد الموقعة تختلف عن التسليم التالي، حتى إذا طلب المستهلك نفس الخدمة. تعتبر العديد من الخدمات متباينة ومختلفة الخواص، فعادة تُعدَّل لكل مستهلك، أو تعديل قرائن الخدمة ذاتها. مثال: تختلف خدمة سيارات الأجرة التي تنقل مستهلك الخدمة من المنزل إلى العمل عن خدمة سيارات الأجرة التي تنقل نفس مستهلك الخدمة من العمل إلى المنزل؛ إذ إن الزمن مختلف، والاتجاه مختلف، وربما المسار مختلف أيضًا، وربما سائق سيارة أجرة آخر وسيارة أخرى.

## جودة الخدمة
يجب أن يتقن الجيل ومزودو الخدمات الخدمة التي يقدمونها للتوسع فيها. يمكن اعتبار ذلك مشكلة في جودة الخدمة، كل من المدخلات والمخرجات في العمليات المتعلقة بتقديم الخدمات هي متغيرة للغاية، وكذلك العلاقات بين هذه العمليات يجعل من الصعب الحفاظ على جودة الخدمة ثابتة. تنطوي العديد من الخدمات على نشاط بشري متغير، بدلًا من عملية محددة دقيقة، أو استثناءات تشمل المرافق. وغالبًا ما يكون العامل البشري هو عامل النجاح الرئيسي في تقديم الخدمات. يمكن أن يختلف الطلب على الخدمة حسب الموسم، والوقت في ذلك اليوم، ودورة العمل... إلخ. الاتساق ضروري لإنشاء علاقات عمل دائمة.

## تخصيص الخدمات
يمكن تحديد أي خدمة بوضوح وبشكل كامل ومختصر عن طريق عوامل قياسية تتوافق مع مبدأ التنافي والشمولية.
- فوائد مستهلك الخدمة - مجموعة من الفوائد القابلة للتشغيل والاستهلاك والاستفادة منها بشكل فعال لأي مستهلك خدمة معتمد، وتُقدَّم عند الطلب. يجب أن توصف هذه الفوائد بعبارات ذات معنى للمستهلكين.
- المعايير الوظيفية الخاصة بالخدمة - المعايير الضرورية للخدمة المعنية والتي تصف البعد (الأبعاد) المهمة الخاصة بالبيئة المادية للخدمة، أو مخرجات الخدمة، أو نتائج الخدمة، على سبيل المثال: ما إذا كان المسافر يجلس في الممر أو بجانب النافذة.
- نقطة تقديم الخدمة - الموقع الفعلي حيث تُقدَّم فوائد الخدمة للمستهلك. في هذه المرحلة، من الممكن تقييم إعداد تقديم الخدمة وتُمكن مراقبة التسليم والتحكم به.
- عدد مستهلكي الخدمة - عدد المستهلكين الذين يمكنهم استهلاك الخدمة.
- وقت الاستعداد لتقديم الخدمة - هي اللحظات التي تكون فيها الخدمة متاحة وجميع عناصر الخدمة المحددة متاحة عند نقطة التسليم.
- أوقات دعم مستهلك الخدمة - اللحظات التي يكون فيها فريق الدعم «مكتب الخدمة» متاحًا. مكتب الخدمة هو نقطة اتصال واحدة للاستعلام عن الخدمة، ويمكن الوصول إلى مكتب الخدمة خلال تلك الأوقات عبر وسائل الاتصال المتاحة عادة (الهاتف، والويب... إلخ).
- لغة دعم مستهلك الخدمة - اللغة (اللغات) التي يتحدث بها مكتب الخدمة.
- استيفاء هدف الخدمة - يَعِدُ المزود بتقديم الخدمة، معبرًا عنها كنسبة عدد عمليات توصيل الخدمات الناجحة إلى عدد طلبات الخدمة المطلوبة من قبل مستهلك أو مجموعة مستهلكين خلال فترة زمنية.
- فترة تدهور الخدمة - الحد الأقصى الزمني المسموح به بين حدوث أول تدهور في الخدمة، والاستئناف لاستكمال تقديم الخدمة بالكامل.
- مدة تقديم الخدمة - الحد الأقصى للفترة المسموح بها لتقديم جميع مزايا الخدمة بشكل فعال للمستهلك.
- وحدة تقديم الخدمة - نطاق/عدد الإجراءات التي تشكل خدمة مقدمة. يعمل كعنصر مرجعي لسعر تقديم الخدمة، ولجميع تكاليف الخدمة، وكذلك للشحن والفواتير.
- سعر تقديم الخدمة - مقدار المال الذي يدفعه العميل لتلقي الخدمة. عادةً ما يشتمل السعر على سعر وصول إلى الخدمة ما يؤهل المستهلك لطلب الخدمة وسعر استهلاك الخدمة لكل خدمة تُقدَّم.

## تقديم الخدمة
يتضمن تقديم الخدمة عادةً ستة عوامل:
- مزود الخدمة (العمال والمدراء).

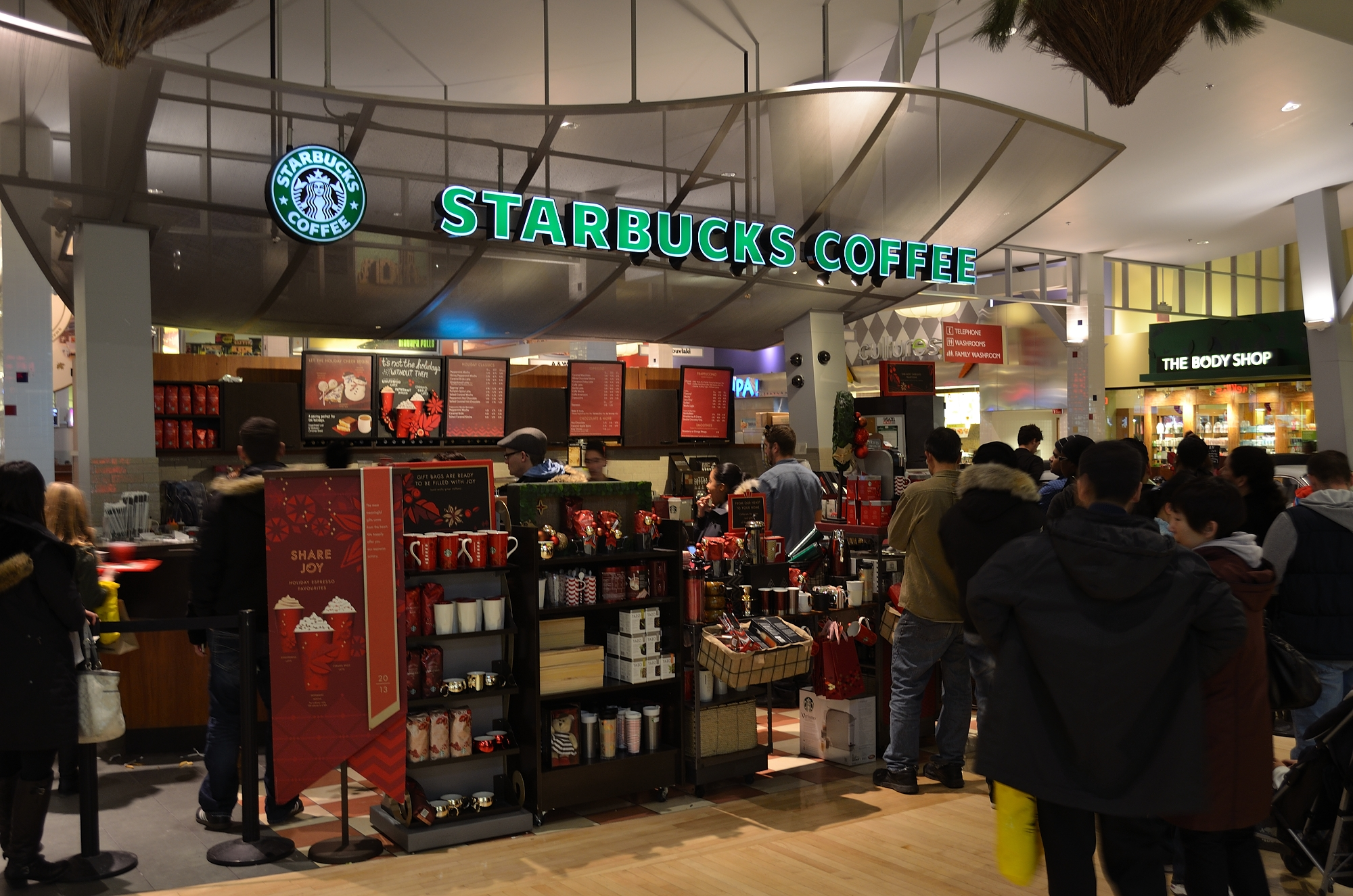
مقهى - وهو أحد الأمثلة عن مقدمي الخدمات.

- المعدات المستخدمة لتوفير الخدمة (مثل المركبات، وسجلات النقد، والأنظمة الفنية، وأنظمة الكمبيوتر).
- لمرافق المادية (مثل المباني، ومواقف السيارات، وغرف الانتظار).
- مستهلك الخدمة.
- عملاء آخرين في موقع تقديم الخدمة.
- معلومات الاتصال بالعملاء.

يُعرف لقاء الخدمة على أنه جميع الأنشطة المضمنة في عملية تقديم الخدمة. يستخدم بعض مديري الخدمات مصطلح «لحظة الحقيقة» للإشارة حيث تكون التفاعلات أكثر كثافة.
ينظر العديد من منظري الأعمال إلى تقديم الخدمة على أنه أداء أو تمثيل (يشار إليه أحيانًا على سبيل المزاح على أنه مسرحية). يشار إلى موقع تقديم الخدمة باسم المسرح، والعناصر التي تسهل عملية الخدمة تسمى الاكسسوارات. السيناريو عبارة عن سلسلة من السلوكيات يتبعها المشاركون، بما في ذلك العميل (العملاء). بعض الأعمال الدرامية تُكتب بإحكام، والبعض الآخر أقرب ما تكون لإعلان. يحدث انسجام الأدوار عندما يتبع كل ممثل سيناريو منسجم مع الأدوار التي يلعبها الآخرون.
في بعض صناعات الخدمات، لاسيما الرعاية الصحية، وفض النزاعات، والخدمات الاجتماعية، فإن المفهوم الشائع هو فكرة حجم الحالات التي تشير إلى العدد الإجمالي للمرضى، أو العملاء، أو المتخاصمين، ويجب على الموظفين موازنة احتياجات كل حالة على حدة مع احتياجات جميع الحالات الحالية الأخرى وكذلك احتياجاتهم الخاصة.
وبموجب القانون الإنجليزي؛ إذا جرى حث مقدم الخدمة على تقديم الخدمات إلى عميل محتال عن طريق النصب والاحتيال، فهذا يعد جريمة بموجب قانون السرقة 1978.
استخدم رائد خدمات التسويق «كريستوفر لف لوك» عدد مواقع التسليم (سواء كانت مفردة أو متعددة)، وطريقة التسليم لتصنيف الخدمات في مصفوفة (2 × 3)، وترتب على ذلك أن الراحة عند تلقي الخدمة هي الأدنى عندما يتعين على العميل الوصول إلى الخدمة واستخدام منفذ منفرد أو محدد، وتزداد (إلى حد ما) مع زيادة عدد نقاط الخدمة.

## أنواع الخدمات
فيما يلي قائمة بصناعات الخدمات، مرتبة حسب القطاعات. يشير ما بين القوسين إلى الكيفية التي يمكن بها اعتبار المهن والمنظمات المحددة كصناعات خدماتية إلى الحد الذي تقدم فيه خدمة غير ملموسة، مقابل السلعة المادية.
- مجال الأعمال (تنطبق على جميع المنظمات عمومًا)
  - الاستشارات
  - خدمة العملاء
  - الموارد البشرية
- خدمات التنظيف، والرعاية، والإصلاح، والصيانة
  - البستانيون
  - البوابون (من يقدمون خدمة التنظيف)
  - الميكانيكيون
- التشييد والبناء
  - النجارة
  - فنيو الكهرباء
  - السبّاكون
- رعاية الأموات
  - محققو الوفيات (الذين يقدمون خدمة التعرف على الجثث، وتحديد وقت وسبب الوفاة)
  - المشرحة (التي تُعد الجثث للعرض، أو الحرق، أو الدفن).